# Prades-d’Aubrac
Prades-d’Aubrac település Franciaországban, Aveyron megyében. Lakosainak száma 310 fő (2022. január 1.). Prades-d’Aubrac Castelnau-de-Mandailles, Saint-Chély-d’Aubrac, Sainte-Eulalie-d'Olt, Nasbinals és Saint-Geniez-d'Olt-et-d'Aubrac községekkel határos.

## Népesség
A település népessége az elmúlt években az alábbi módon változott:
| Lakosok száma | 692  | 511  | 438  | 415  | 426  | 417  | 378  | 354  | 348  | 310  |
|               | 1968 | 1982 | 1990 | 2006 | 2013 | 2015 | 2017 | 2019 | 2020 | 2022 |